# استان توماس بارون
استان توماس بارون (انگلیسی: Tomas Barrón Province) یکی از استان‌های بولیوی در بولیوی است که در شهرستان اورورو واقع شده‌است.